# Willem Jacob Luyten
Willem Jacob Luyten, né le 7 mars 1899 à Semarang, dans les Indes orientales néerlandaises (aujourd'hui en Indonésie), et mort le 21 novembre 1994 à Minneapolis, dans le Minnesota, est un astronome néerlando-américain.

## Biographie
Il travailla à l'observatoire Lick et au Harvard College Observatory, et enseigna à l'université du Minnesota.
Il étudia le mouvement propre des étoiles et découvrit beaucoup de naines blanches.
Il découvrit certaines des plus proches voisines du Soleil, dont l'étoile de Luyten et le système d'étoiles Luyten 726-8 au mouvement propre élevé, dont on découvrit rapidement qu'il contenait la remarquable étoile variable éruptive UV Ceti.
On lui doit les catalogues Luyten d'étoiles à mouvement propre élevé
L'astéroïde (1964) Luyten est nommée en son honneur.

## Distinctions honorifiques
- Médaille James-Craig-Watson (1964)
- Médaille Bruce (1968)